# 76 Korpus Strzelecki (ZSRR)
76 Korpus Strzelecki (ros. 76-й стрелковый корпус)  – wyższy związek taktyczny piechoty Armii Czerwonej.
76 Korpus Strzelecki (76 KS) sformowany został w 1943 roku. W czasie walk prowadzonych przeciw armii niemieckiej na ziemiach polskich 76 KS wchodził w skład 3 Gwardyjskiej Armii. Prowadząc ciężkie walki z armią niemiecką przyczynił się do zdobycia: Kielc, Kożuchowa i Gubina, co równało się zakończeniu okupacji niemieckiej tych miast.
Szlak bojowy 76 KS prowadził z rejonu Kijowa przez: Łuck, Annopol, Sandomierz, Kielce, Piotrków Trybunalski, Gubin, Cottbus i Riese, a zakończył się 21 maja 1945 w rejonie czeskiej Pragi.

## Dowódcy korpusu
- gen. mjr Michaił Głuchow[4]

## Struktura organizacyjna
Stan w styczniu 1945:
- 127 Dywizja Piechoty, dowódca: gen. mjr Siemion Mładencew
- 253 Dywizja Piechoty, dowódca: płk Jefim Epin
- 329 Dywizja Piechoty, dowódca: płk Iwan Jareminko.